# جي بي دي بلواي 2022
جي بي دي بلواي 2022 (بالفرنسية: Grand Prix de Plouay féminin 2022) هو سباق دراجات هوائية، وهو الموسم الرابع والعشرين من جي بي دي بلواي، وأقيم في 27 أغسطس 2022 ضمن سباقات طواف العالم للدراجات للسيدات 2022، وشارك فيه  141 متسابقاً ووصل إلى نهايته  86 متسابقاً.
فاز بالمركز الأول مارغريتا فيكتوريا غارسيا، وفاز بالمركز الثاني Amber Kraak ‏، وفاز بالمركز الثالث غريس براون، وتصدر تصنيف طواف العالم أنيميك فان فليوتن.

## الفرق
| فرق سيدات عالمية (13)- Liv AlUla Jayco ‏ - كانيون–إس آر إيه إم ريسينغ 2022 ‏ - EF Education–Tibco–SVB ‏ - FDJ–Suez ‏ - رالي سايكلنج 2022 ‏ - جامبو فيسما للسيدات 2022 ‏ - ليف ريسينغ 2022 ‏ - موفيستار للسيدات 2022 ‏ - فريق رولان كوجياس إديلويس 2022 ‏ - فريق سنويب للسيدات 2022 ‏ - إس دي وركس 2022 ‏ - Lidl–Trek (women's team) ‏ - يو أي أيه تيم 2022 ‏ فرق دراجات قارية سيدات (11)- اركيا للسيدات 2022 ‏ - Ceratizit Pro Cycling ‏ - Cofidis Women Team ‏ - ساس ماكوجيب 2022 ‏ - إنستافوند ريسينغ 2022 ‏ - لي كول واهو 2022 ‏ - باركهوتل فالكنبورغ 2022 ‏ - روبل كليننينج 2022 ‏ - St. Michel–Preference Home–Auber93 (women's team) ‏ - استاد روشليه شارينت ماريتايم 2022 ‏ - فالكار ترافل سيرفس 2022 ‏ |  |
| |  |

## المشاركون
| Lidl–Trek (women's team) ‏ TFS | Lidl–Trek (women's team) ‏ TFS | Lidl–Trek (women's team) ‏ TFS |
| ----------------------------- | ----------------------------- | ----------------------------- |
| م                             | عداء                          | مرتبة                         |
| 1                             | إليسا ونغو بورغيني            | 59                            |
| 2                             | Lauretta Hanson ‏              | لم يكمل السباق                |
| 3                             | Audrey Cordon-Ragot (طريق)    | 10                            |
| 4                             | إليسا بالسامو (طريق)          | 15                            |
| 5                             | كلو هوسكينغ                   | لم يكمل السباق                |
| 6                             | شيرين فان أنروي               | 43                            |

| اركيا للسيدات ‏ ARK | اركيا للسيدات ‏ ARK | اركيا للسيدات ‏ ARK |
| ------------------ | ------------------ | ------------------ |
| م                  | عداء               | مرتبة              |
| 11                 | Yuliia Biriukova ‏  | 49                 |
| 12                 | بولين ألين         | 56                 |
| 13                 | Morgane Coston ‏    | 54                 |
| 14                 | Greta Richioud ‏    | لم يكمل السباق     |
| 15                 | Anaïs Morichon ‏    | لم يكمل السباق     |
| 16                 | Typhaine Laurance ‏ | لم يكمل السباق     |

| EF Education–Tibco–SVB ‏ TIB | EF Education–Tibco–SVB ‏ TIB | EF Education–Tibco–SVB ‏ TIB |
| --------------------------- | --------------------------- | --------------------------- |
| م                           | عداء                        | مرتبة                       |
| 21                          | كريستابل دوبيل هيكوك        | 44                          |
| 22                          | Tanja Erath ‏                | لم يكمل السباق              |
| 23                          | لورين ستيفنز                | 25                          |
| 24                          | Clara Honsinger ‏            | لم يكمل السباق              |
| 25                          | Sara Poidevin ‏              | لم يكمل السباق              |
| 26                          | Emma Langley ‏ (طريق)        | لم يكمل السباق              |

| ليف ريسينغ ‏ LIV | ليف ريسينغ ‏ LIV    | ليف ريسينغ ‏ LIV |
| --------------- | ------------------ | --------------- |
| م               | عداء               | مرتبة           |
| 31              | Marta Jaskulska ‏   | 40              |
| 32              | Quinty Ton ‏        | 68              |
| 33              | ثاليتا دي جونج     | 38              |
| 34              | Sabrina Stultiens ‏ | 58              |
| 35              | Katia Ragusa ‏      | 75              |
| 36              | Silke Smulders ‏    | 83              |

| FDJ–Suez ‏ FSF | FDJ–Suez ‏ FSF              | FDJ–Suez ‏ FSF  |
| ------------- | -------------------------- | -------------- |
| م             | عداء                       | مرتبة          |
| 41            | سيسيلي أوتوب لودفيغ (طريق) | 51             |
| 42            | غريس براون                 | 3              |
| 43            | Victorie Guilman ‏          | 72             |
| 44            | Marie Le Net ‏              | 17             |
| 45            | برودي شابمان               | 63             |
| 46            | جادي فيل                   | لم يكمل السباق |

| يو أي أيه تيم ‏ UAD | يو أي أيه تيم ‏ UAD              | يو أي أيه تيم ‏ UAD |
| ------------------ | ------------------------------- | ------------------ |
| م                  | عداء                            | مرتبة              |
| 51                 | مارغريتا فيكتوريا غارسيا (طريق) | 1                  |
| 52                 | Anna Trevisi ‏                   | لم يكمل السباق     |
| 53                 | يوجينة بوجاك (طريق)             | 36                 |
| 54                 | Laura Tomasi ‏                   | 27                 |
| 55                 | صوفي رايت                       | 77                 |
| 56                 | Linda Zanetti ‏                  | لم يكمل السباق     |

| فريق سنويب للسيدات ‏ DSM | فريق سنويب للسيدات ‏ DSM | فريق سنويب للسيدات ‏ DSM |
| ----------------------- | ----------------------- | ----------------------- |
| م                       | عداء                    | مرتبة                   |
| 61                      | Francesca Barale ‏       | 71                      |
| 62                      | Léa Curinier ‏           | لم يكمل السباق          |
| 63                      | Megan Jastrab ‏          | 84                      |
| 64                      | جولييت لابوس            | 9                       |
| 65                      | ليان ليبرت (طريق)       | 62                      |
| 66                      | فلورتجي ماكايج          | 26                      |

| إس دي وركس ‏ SDW | إس دي وركس ‏ SDW             | إس دي وركس ‏ SDW |
| --------------- | --------------------------- | --------------- |
| م               | عداء                        | مرتبة           |
| 71              | إيلينا سيتشيني              | 30              |
| 72              | Chantal van den Broek-Blaak | 50              |
| 73              | روكسان فورنييه              | لم يكمل السباق  |
| 74              | Anna Shackley ‏              | 55              |
| 76              | Blanka Vas ‏ (طريق)          | 8               |

| جامبو فيسما للسيدات ‏ TJV | جامبو فيسما للسيدات ‏ TJV | جامبو فيسما للسيدات ‏ TJV |
| ------------------------ | ------------------------ | ------------------------ |
| م                        | عداء                     | مرتبة                    |
| 81                       | Amber Kraak ‏             | 2                        |
| 82                       | أنوسكا كوستر             | 19                       |
| 83                       | Linda Riedmann ‏          | 70                       |
| 84                       | Aafke Soet ‏              | لم يكمل السباق           |
| 85                       | كارلين آختيريكته         | لم يكمل السباق           |

| فالكار سيلانس ‏ VAL | فالكار سيلانس ‏ VAL          | فالكار سيلانس ‏ VAL |
| ------------------ | --------------------------- | ------------------ |
| م                  | عداء                        | مرتبة              |
| 91                 | Olivia Baril ‏               | 67                 |
| 92                 | Alice Maria Arzuffi ‏        | لم يكمل السباق     |
| 93                 | Silvia Persico ‏             | 21                 |
| 94                 | Anastasia Carbonari ‏ (طريق) | لم يكمل السباق     |
| 95                 | Eleonora Gasparrini ‏        | 24                 |
| 96                 | Ilaria Sanguineti ‏          | 4                  |

| كانيون–إس آر إيه إم ‏ CSR | كانيون–إس آر إيه إم ‏ CSR | كانيون–إس آر إيه إم ‏ CSR |
| ------------------------ | ------------------------ | ------------------------ |
| م                        | عداء                     | مرتبة                    |
| 101                      | Neve Bradbury ‏           | 81                       |
| 102                      | كاتارزينا نيفيادوما      | 57                       |
| 103                      | إيلا هاريس               | 76                       |
| 104                      | تيفاني كرومويل           | 18                       |
| 105                      | Elise Chabbey ‏           | 6                        |
| 106                      | ألينا أمياليوسيك         | 66                       |

| شارينت ماريتايم سيلينج للسيدات ‏ CMW | شارينت ماريتايم سيلينج للسيدات ‏ CMW | شارينت ماريتايم سيلينج للسيدات ‏ CMW |
| ----------------------------------- | ----------------------------------- | ----------------------------------- |
| م                                   | عداء                                | مرتبة                               |
| 111                                 | FRA                                 | 78                                  |
| 112                                 | Noémie Abgrall ‏                     | لم يكمل السباق                      |
| 113                                 | India Grangier ‏                     | لم يكمل السباق                      |
| 114                                 | Anastasiya Kolesava ‏                | لم يكمل السباق                      |
| 115                                 | Séverine Eraud ‏                     | لم يكمل السباق                      |
| 116                                 | Chloé Schoenenberger ‏               | لم يكمل السباق                      |

| Ceratizit Pro Cycling ‏ WNT | Ceratizit Pro Cycling ‏ WNT | Ceratizit Pro Cycling ‏ WNT |
| -------------------------- | -------------------------- | -------------------------- |
| م                          | عداء                       | مرتبة                      |
| 121                        | Laura Asencio ‏             | 12                         |
| 122                        | حنا نيلسون                 | 82                         |
| 123                        | ساندرا ألونسو              | لم يكمل السباق             |
| 124                        | ماريا جوليا كونفالونيري    | 16                         |
| 125                        | Marta Lach ‏                | 65                         |
| 126                        | Lea Lin Teutenberg ‏        | 85                         |

| باركهوتل فالكنبورغ ‏ PHV | باركهوتل فالكنبورغ ‏ PHV | باركهوتل فالكنبورغ ‏ PHV |
| ----------------------- | ----------------------- | ----------------------- |
| م                       | عداء                    | مرتبة                   |
| 131                     | Nicole Frain ‏ (طريق)    | لم يكمل السباق          |
| 132                     | Ella Wyllie ‏            | 69                      |
| 133                     | BEL                     | لم يكمل السباق          |
| 134                     | Quinty Schoens ‏         | 46                      |
| 135                     | Femke Gerritse ‏         | 20                      |
| 136                     | Pien Limpens ‏           | 73                      |

| رالي سايكلنج ‏ HPW | رالي سايكلنج ‏ HPW          | رالي سايكلنج ‏ HPW |
| ----------------- | -------------------------- | ----------------- |
| م                 | عداء                       | مرتبة             |
| 141               | Nina Buijsman ‏             | 28                |
| 142               | Evy Kuijpers ‏              | لم يكمل السباق    |
| 143               | ليلي وليامز                | 22                |
| 144               | Eri Yonamine ‏              | 32                |
| 145               | Barbara Malcotti ‏          | لم يكمل السباق    |
| 146               | Antri Christoforou ‏ (طريق) | 34                |

| موفيستار للسيدات ‏ MOV | موفيستار للسيدات ‏ MOV         | موفيستار للسيدات ‏ MOV |
| --------------------- | ----------------------------- | --------------------- |
| م                     | عداء                          | مرتبة                 |
| 151                   | أود بيانيك                    | لم يكمل السباق        |
| 152                   | Jelena Erić (cyclist) ‏ (طريق) | 47                    |
| 153                   | أليسيا غونزاليس بلانكو        | لم يكمل السباق        |
| 154                   | شيلا جوتيريز                  | 13                    |
| 155                   | سارا مارتين                   | 61                    |
| 156                   | Emma Norsgaard Bjerg          | 31                    |

| فريق كوجياس ميتلر لوك برو للدراجات ‏ CGS | فريق كوجياس ميتلر لوك برو للدراجات ‏ CGS | فريق كوجياس ميتلر لوك برو للدراجات ‏ CGS |
| --------------------------------------- | --------------------------------------- | --------------------------------------- |
| م                                       | عداء                                    | مرتبة                                   |
| 161                                     | تمارا بالابولينا ‏ (طريق)                | 7                                       |
| 162                                     | SUI                                     | لم يكمل السباق                          |
| 163                                     | GER                                     | لم يكمل السباق                          |
| 164                                     | Rotem Gafinovitz ‏                       | 74                                      |
| 165                                     | Gabby Traxler ‏                          | لم يكمل السباق                          |
| 166                                     | ESP                                     | لم يكمل السباق                          |

| Liv AlUla Jayco ‏ BEX | Liv AlUla Jayco ‏ BEX | Liv AlUla Jayco ‏ BEX |
| -------------------- | -------------------- | -------------------- |
| م                    | عداء                 | مرتبة                |
| 171                  | أماندا سبرات         | 11                   |
| 172                  | أني سانستيبان        | لم يكمل السباق       |
| 173                  | Urška Žigart ‏        | لم يكمل السباق       |
| 174                  | جورجيا وليامز        | 39                   |
| 175                  | كريستين فولكنر       | 35                   |
| 176                  | Chelsie Tan‏          | لم يكمل السباق       |

| St. Michel–Preference Home–Auber93 (women's team) ‏ AUB | St. Michel–Preference Home–Auber93 (women's team) ‏ AUB | St. Michel–Preference Home–Auber93 (women's team) ‏ AUB |
| ------------------------------------------------------ | ------------------------------------------------------ | ------------------------------------------------------ |
| م                                                      | عداء                                                   | مرتبة                                                  |
| 181                                                    | Sandrine Bideau ‏                                       | 64                                                     |
| 182                                                    | Simone Boilard ‏                                        | 23                                                     |
| 183                                                    | Perrine Clauzel ‏                                       | لم يكمل السباق                                         |
| 184                                                    | Coralie Demay ‏                                         | 53                                                     |
| 185                                                    | FRA                                                    | لم يكمل السباق                                         |
| 186                                                    | FRA                                                    | لم يكمل السباق                                         |

| Cofidis Women Team ‏ COF | Cofidis Women Team ‏ COF  | Cofidis Women Team ‏ COF |
| ----------------------- | ------------------------ | ----------------------- |
| م                       | عداء                     | مرتبة                   |
| 191                     | Martina Alzini ‏          | لم يكمل السباق          |
| 192                     | فالنتاين فورتين          | 86                      |
| 193                     | Sandra Levenez ‏          | 52                      |
| 194                     | Rachel Neylan ‏           | 14                      |
| 195                     | Gabrielle Pilote Fortin ‏ | لم يكمل السباق          |
| 196                     | Cédrine Kerbaol ‏         | لم يكمل السباق          |

| ساس ماكوجيب ‏ MTG | ساس ماكوجيب ‏ MTG | ساس ماكوجيب ‏ MTG |
| ---------------- | ---------------- | ---------------- |
| م                | عداء             | مرتبة            |
| 201              | Célia Le Mouel ‏  | لم يكمل السباق   |
| 202              | Clara Emond ‏     | 48               |
| 203              | FRA              | لم يكمل السباق   |
| 204              | Andrea Martinez‏  | لم يكمل السباق   |
| 205              | Adele Normand‏    | لم يكمل السباق   |
| 206              | FRA              | لم يكمل السباق   |

| روبل كليننينج ‏ IBC | روبل كليننينج ‏ IBC | روبل كليننينج ‏ IBC |
| ------------------ | ------------------ | ------------------ |
| م                  | عداء               | مرتبة              |
| 211                | Loes Adegeest ‏     | 41                 |
| 212                | Megan Armitage ‏    | 60                 |
| 213                | Fien van Eynde ‏    | لم يكمل السباق     |
| 214                | AUS                | لم يكمل السباق     |
| 215                | Fiona Mangan ‏      | لم يكمل السباق     |
| 216                | Antonia Gröndahl ‏  | 79                 |

| إنستافوند لا بريما ‏ ILP | إنستافوند لا بريما ‏ ILP | إنستافوند لا بريما ‏ ILP |
| ----------------------- | ----------------------- | ----------------------- |
| م                       | عداء                    | مرتبة                   |
| 221                     | Isabella Bertold ‏       | لم يكمل السباق          |
| 223                     | CAN                     | لم يكمل السباق          |
| 224                     | هايدي فرانز             | 45                      |
| 225                     | CAN                     | 80                      |
| 226                     | Rylee McMullen‏          | لم يكمل السباق          |

| دروبز ‏ DRP | دروبز ‏ DRP           | دروبز ‏ DRP     |
| ---------- | -------------------- | -------------- |
| م          | عداء                 | مرتبة          |
| 231        | غلاديس فيرهلست ‏      | 5              |
| 232        | Jesse Vandenbulcke ‏  | 29             |
| 233        | إليزابيث هولدن       | لم يكمل السباق |
| 234        | Flora Perkins ‏       | 33             |
| 235        | Alice Towers ‏ (طريق) | 42             |
| 236        | NED                  | 37             |

| Lidl–Trek (women's team) ‏ TFS | Lidl–Trek (women's team) ‏ TFS | Lidl–Trek (women's team) ‏ TFS |
| ----------------------------- | ----------------------------- | ----------------------------- |
| م                             | عداء                          | مرتبة                         |
| 1                             | إليسا ونغو بورغيني            | 59                            |
| 2                             | Lauretta Hanson ‏              | لم يكمل السباق                |
| 3                             | Audrey Cordon-Ragot (طريق)    | 10                            |
| 4                             | إليسا بالسامو (طريق)          | 15                            |
| 5                             | كلو هوسكينغ                   | لم يكمل السباق                |
| 6                             | شيرين فان أنروي               | 43                            |

| اركيا للسيدات ‏ ARK | اركيا للسيدات ‏ ARK | اركيا للسيدات ‏ ARK |
| ------------------ | ------------------ | ------------------ |
| م                  | عداء               | مرتبة              |
| 11                 | Yuliia Biriukova ‏  | 49                 |
| 12                 | بولين ألين         | 56                 |
| 13                 | Morgane Coston ‏    | 54                 |
| 14                 | Greta Richioud ‏    | لم يكمل السباق     |
| 15                 | Anaïs Morichon ‏    | لم يكمل السباق     |
| 16                 | Typhaine Laurance ‏ | لم يكمل السباق     |

| EF Education–Tibco–SVB ‏ TIB | EF Education–Tibco–SVB ‏ TIB | EF Education–Tibco–SVB ‏ TIB |
| --------------------------- | --------------------------- | --------------------------- |
| م                           | عداء                        | مرتبة                       |
| 21                          | كريستابل دوبيل هيكوك        | 44                          |
| 22                          | Tanja Erath ‏                | لم يكمل السباق              |
| 23                          | لورين ستيفنز                | 25                          |
| 24                          | Clara Honsinger ‏            | لم يكمل السباق              |
| 25                          | Sara Poidevin ‏              | لم يكمل السباق              |
| 26                          | Emma Langley ‏ (طريق)        | لم يكمل السباق              |

| ليف ريسينغ ‏ LIV | ليف ريسينغ ‏ LIV    | ليف ريسينغ ‏ LIV |
| --------------- | ------------------ | --------------- |
| م               | عداء               | مرتبة           |
| 31              | Marta Jaskulska ‏   | 40              |
| 32              | Quinty Ton ‏        | 68              |
| 33              | ثاليتا دي جونج     | 38              |
| 34              | Sabrina Stultiens ‏ | 58              |
| 35              | Katia Ragusa ‏      | 75              |
| 36              | Silke Smulders ‏    | 83              |

| FDJ–Suez ‏ FSF | FDJ–Suez ‏ FSF              | FDJ–Suez ‏ FSF  |
| ------------- | -------------------------- | -------------- |
| م             | عداء                       | مرتبة          |
| 41            | سيسيلي أوتوب لودفيغ (طريق) | 51             |
| 42            | غريس براون                 | 3              |
| 43            | Victorie Guilman ‏          | 72             |
| 44            | Marie Le Net ‏              | 17             |
| 45            | برودي شابمان               | 63             |
| 46            | جادي فيل                   | لم يكمل السباق |

| يو أي أيه تيم ‏ UAD | يو أي أيه تيم ‏ UAD              | يو أي أيه تيم ‏ UAD |
| ------------------ | ------------------------------- | ------------------ |
| م                  | عداء                            | مرتبة              |
| 51                 | مارغريتا فيكتوريا غارسيا (طريق) | 1                  |
| 52                 | Anna Trevisi ‏                   | لم يكمل السباق     |
| 53                 | يوجينة بوجاك (طريق)             | 36                 |
| 54                 | Laura Tomasi ‏                   | 27                 |
| 55                 | صوفي رايت                       | 77                 |
| 56                 | Linda Zanetti ‏                  | لم يكمل السباق     |

| فريق سنويب للسيدات ‏ DSM | فريق سنويب للسيدات ‏ DSM | فريق سنويب للسيدات ‏ DSM |
| ----------------------- | ----------------------- | ----------------------- |
| م                       | عداء                    | مرتبة                   |
| 61                      | Francesca Barale ‏       | 71                      |
| 62                      | Léa Curinier ‏           | لم يكمل السباق          |
| 63                      | Megan Jastrab ‏          | 84                      |
| 64                      | جولييت لابوس            | 9                       |
| 65                      | ليان ليبرت (طريق)       | 62                      |
| 66                      | فلورتجي ماكايج          | 26                      |

| إس دي وركس ‏ SDW | إس دي وركس ‏ SDW             | إس دي وركس ‏ SDW |
| --------------- | --------------------------- | --------------- |
| م               | عداء                        | مرتبة           |
| 71              | إيلينا سيتشيني              | 30              |
| 72              | Chantal van den Broek-Blaak | 50              |
| 73              | روكسان فورنييه              | لم يكمل السباق  |
| 74              | Anna Shackley ‏              | 55              |
| 76              | Blanka Vas ‏ (طريق)          | 8               |

| جامبو فيسما للسيدات ‏ TJV | جامبو فيسما للسيدات ‏ TJV | جامبو فيسما للسيدات ‏ TJV |
| ------------------------ | ------------------------ | ------------------------ |
| م                        | عداء                     | مرتبة                    |
| 81                       | Amber Kraak ‏             | 2                        |
| 82                       | أنوسكا كوستر             | 19                       |
| 83                       | Linda Riedmann ‏          | 70                       |
| 84                       | Aafke Soet ‏              | لم يكمل السباق           |
| 85                       | كارلين آختيريكته         | لم يكمل السباق           |

| فالكار سيلانس ‏ VAL | فالكار سيلانس ‏ VAL          | فالكار سيلانس ‏ VAL |
| ------------------ | --------------------------- | ------------------ |
| م                  | عداء                        | مرتبة              |
| 91                 | Olivia Baril ‏               | 67                 |
| 92                 | Alice Maria Arzuffi ‏        | لم يكمل السباق     |
| 93                 | Silvia Persico ‏             | 21                 |
| 94                 | Anastasia Carbonari ‏ (طريق) | لم يكمل السباق     |
| 95                 | Eleonora Gasparrini ‏        | 24                 |
| 96                 | Ilaria Sanguineti ‏          | 4                  |

| كانيون–إس آر إيه إم ‏ CSR | كانيون–إس آر إيه إم ‏ CSR | كانيون–إس آر إيه إم ‏ CSR |
| ------------------------ | ------------------------ | ------------------------ |
| م                        | عداء                     | مرتبة                    |
| 101                      | Neve Bradbury ‏           | 81                       |
| 102                      | كاتارزينا نيفيادوما      | 57                       |
| 103                      | إيلا هاريس               | 76                       |
| 104                      | تيفاني كرومويل           | 18                       |
| 105                      | Elise Chabbey ‏           | 6                        |
| 106                      | ألينا أمياليوسيك         | 66                       |

| شارينت ماريتايم سيلينج للسيدات ‏ CMW | شارينت ماريتايم سيلينج للسيدات ‏ CMW | شارينت ماريتايم سيلينج للسيدات ‏ CMW |
| ----------------------------------- | ----------------------------------- | ----------------------------------- |
| م                                   | عداء                                | مرتبة                               |
| 111                                 | FRA                                 | 78                                  |
| 112                                 | Noémie Abgrall ‏                     | لم يكمل السباق                      |
| 113                                 | India Grangier ‏                     | لم يكمل السباق                      |
| 114                                 | Anastasiya Kolesava ‏                | لم يكمل السباق                      |
| 115                                 | Séverine Eraud ‏                     | لم يكمل السباق                      |
| 116                                 | Chloé Schoenenberger ‏               | لم يكمل السباق                      |

| Ceratizit Pro Cycling ‏ WNT | Ceratizit Pro Cycling ‏ WNT | Ceratizit Pro Cycling ‏ WNT |
| -------------------------- | -------------------------- | -------------------------- |
| م                          | عداء                       | مرتبة                      |
| 121                        | Laura Asencio ‏             | 12                         |
| 122                        | حنا نيلسون                 | 82                         |
| 123                        | ساندرا ألونسو              | لم يكمل السباق             |
| 124                        | ماريا جوليا كونفالونيري    | 16                         |
| 125                        | Marta Lach ‏                | 65                         |
| 126                        | Lea Lin Teutenberg ‏        | 85                         |

| باركهوتل فالكنبورغ ‏ PHV | باركهوتل فالكنبورغ ‏ PHV | باركهوتل فالكنبورغ ‏ PHV |
| ----------------------- | ----------------------- | ----------------------- |
| م                       | عداء                    | مرتبة                   |
| 131                     | Nicole Frain ‏ (طريق)    | لم يكمل السباق          |
| 132                     | Ella Wyllie ‏            | 69                      |
| 133                     | BEL                     | لم يكمل السباق          |
| 134                     | Quinty Schoens ‏         | 46                      |
| 135                     | Femke Gerritse ‏         | 20                      |
| 136                     | Pien Limpens ‏           | 73                      |

| رالي سايكلنج ‏ HPW | رالي سايكلنج ‏ HPW          | رالي سايكلنج ‏ HPW |
| ----------------- | -------------------------- | ----------------- |
| م                 | عداء                       | مرتبة             |
| 141               | Nina Buijsman ‏             | 28                |
| 142               | Evy Kuijpers ‏              | لم يكمل السباق    |
| 143               | ليلي وليامز                | 22                |
| 144               | Eri Yonamine ‏              | 32                |
| 145               | Barbara Malcotti ‏          | لم يكمل السباق    |
| 146               | Antri Christoforou ‏ (طريق) | 34                |

| موفيستار للسيدات ‏ MOV | موفيستار للسيدات ‏ MOV         | موفيستار للسيدات ‏ MOV |
| --------------------- | ----------------------------- | --------------------- |
| م                     | عداء                          | مرتبة                 |
| 151                   | أود بيانيك                    | لم يكمل السباق        |
| 152                   | Jelena Erić (cyclist) ‏ (طريق) | 47                    |
| 153                   | أليسيا غونزاليس بلانكو        | لم يكمل السباق        |
| 154                   | شيلا جوتيريز                  | 13                    |
| 155                   | سارا مارتين                   | 61                    |
| 156                   | Emma Norsgaard Bjerg          | 31                    |

| فريق كوجياس ميتلر لوك برو للدراجات ‏ CGS | فريق كوجياس ميتلر لوك برو للدراجات ‏ CGS | فريق كوجياس ميتلر لوك برو للدراجات ‏ CGS |
| --------------------------------------- | --------------------------------------- | --------------------------------------- |
| م                                       | عداء                                    | مرتبة                                   |
| 161                                     | تمارا بالابولينا ‏ (طريق)                | 7                                       |
| 162                                     | SUI                                     | لم يكمل السباق                          |
| 163                                     | GER                                     | لم يكمل السباق                          |
| 164                                     | Rotem Gafinovitz ‏                       | 74                                      |
| 165                                     | Gabby Traxler ‏                          | لم يكمل السباق                          |
| 166                                     | ESP                                     | لم يكمل السباق                          |

| Liv AlUla Jayco ‏ BEX | Liv AlUla Jayco ‏ BEX | Liv AlUla Jayco ‏ BEX |
| -------------------- | -------------------- | -------------------- |
| م                    | عداء                 | مرتبة                |
| 171                  | أماندا سبرات         | 11                   |
| 172                  | أني سانستيبان        | لم يكمل السباق       |
| 173                  | Urška Žigart ‏        | لم يكمل السباق       |
| 174                  | جورجيا وليامز        | 39                   |
| 175                  | كريستين فولكنر       | 35                   |
| 176                  | Chelsie Tan‏          | لم يكمل السباق       |

| St. Michel–Preference Home–Auber93 (women's team) ‏ AUB | St. Michel–Preference Home–Auber93 (women's team) ‏ AUB | St. Michel–Preference Home–Auber93 (women's team) ‏ AUB |
| ------------------------------------------------------ | ------------------------------------------------------ | ------------------------------------------------------ |
| م                                                      | عداء                                                   | مرتبة                                                  |
| 181                                                    | Sandrine Bideau ‏                                       | 64                                                     |
| 182                                                    | Simone Boilard ‏                                        | 23                                                     |
| 183                                                    | Perrine Clauzel ‏                                       | لم يكمل السباق                                         |
| 184                                                    | Coralie Demay ‏                                         | 53                                                     |
| 185                                                    | FRA                                                    | لم يكمل السباق                                         |
| 186                                                    | FRA                                                    | لم يكمل السباق                                         |

| Cofidis Women Team ‏ COF | Cofidis Women Team ‏ COF  | Cofidis Women Team ‏ COF |
| ----------------------- | ------------------------ | ----------------------- |
| م                       | عداء                     | مرتبة                   |
| 191                     | Martina Alzini ‏          | لم يكمل السباق          |
| 192                     | فالنتاين فورتين          | 86                      |
| 193                     | Sandra Levenez ‏          | 52                      |
| 194                     | Rachel Neylan ‏           | 14                      |
| 195                     | Gabrielle Pilote Fortin ‏ | لم يكمل السباق          |
| 196                     | Cédrine Kerbaol ‏         | لم يكمل السباق          |

| ساس ماكوجيب ‏ MTG | ساس ماكوجيب ‏ MTG | ساس ماكوجيب ‏ MTG |
| ---------------- | ---------------- | ---------------- |
| م                | عداء             | مرتبة            |
| 201              | Célia Le Mouel ‏  | لم يكمل السباق   |
| 202              | Clara Emond ‏     | 48               |
| 203              | FRA              | لم يكمل السباق   |
| 204              | Andrea Martinez‏  | لم يكمل السباق   |
| 205              | Adele Normand‏    | لم يكمل السباق   |
| 206              | FRA              | لم يكمل السباق   |

| روبل كليننينج ‏ IBC | روبل كليننينج ‏ IBC | روبل كليننينج ‏ IBC |
| ------------------ | ------------------ | ------------------ |
| م                  | عداء               | مرتبة              |
| 211                | Loes Adegeest ‏     | 41                 |
| 212                | Megan Armitage ‏    | 60                 |
| 213                | Fien van Eynde ‏    | لم يكمل السباق     |
| 214                | AUS                | لم يكمل السباق     |
| 215                | Fiona Mangan ‏      | لم يكمل السباق     |
| 216                | Antonia Gröndahl ‏  | 79                 |

| إنستافوند لا بريما ‏ ILP | إنستافوند لا بريما ‏ ILP | إنستافوند لا بريما ‏ ILP |
| ----------------------- | ----------------------- | ----------------------- |
| م                       | عداء                    | مرتبة                   |
| 221                     | Isabella Bertold ‏       | لم يكمل السباق          |
| 223                     | CAN                     | لم يكمل السباق          |
| 224                     | هايدي فرانز             | 45                      |
| 225                     | CAN                     | 80                      |
| 226                     | Rylee McMullen‏          | لم يكمل السباق          |

| دروبز ‏ DRP | دروبز ‏ DRP           | دروبز ‏ DRP     |
| ---------- | -------------------- | -------------- |
| م          | عداء                 | مرتبة          |
| 231        | غلاديس فيرهلست ‏      | 5              |
| 232        | Jesse Vandenbulcke ‏  | 29             |
| 233        | إليزابيث هولدن       | لم يكمل السباق |
| 234        | Flora Perkins ‏       | 33             |
| 235        | Alice Towers ‏ (طريق) | 42             |
| 236        | NED                  | 37             |

## التصنيف العام النهائي
| التصنيف العام         | التصنيف العام            | التصنيف العام                       | التصنيف العام | التصنيف العام |
| المتسابقة             | المتسابقة                | الفريق                              | الوقت         |               |
| --------------------- | ------------------------ | ----------------------------------- | ------------- | ------------- |
| 1                     | مارغريتا فيكتوريا غارسيا | يو أي أيه تيم ‏                      | 4 س 02 د 16 ث |               |
| 2                     | Amber Kraak ‏             | جامبو فيسما للسيدات ‏                | + 0 ث         |               |
| 3                     | غريس براون               | FDJ–Suez ‏                           | + 5 ث         |               |
| 4                     | Ilaria Sanguineti ‏       | فالكار سيلانس ‏                      | + 5 ث         |               |
| 5                     | غلاديس فيرهلست ‏          | دروبز ‏                              | + 5 ث         |               |
| 6                     | Elise Chabbey ‏           | كانيون–إس آر إيه إم ‏                | + 5 ث         |               |
| 7                     | تمارا بالابولينا ‏        | فريق كوجياس ميتلر لوك برو للدراجات ‏ | + 5 ث         |               |
| 8                     | Blanka Vas ‏              | إس دي وركس ‏                         | + 5 ث         |               |
| 9                     | جولييت لابوس             | فريق سنويب للسيدات ‏                 | + 8 ث         |               |
| 10                    | Audrey Cordon-Ragot      | Lidl–Trek (women's team) ‏           | + 11 ث        |               |
|                       |                          |                                     |               |               |
| مصدر: ProCyclingStats |                          |                                     |               |               |

### تصنيف النقاط
| تصنيف النقاط          | تصنيف النقاط         | تصنيف النقاط              | تصنيف النقاط | تصنيف النقاط |
| المتسابقة             | المتسابقة            | الفريق                    | النقاط       |              |
| --------------------- | -------------------- | ------------------------- | ------------ | ------------ |
| 1                     | أنيميك فان فليوتن    | موفيستار للسيدات ‏         | 2728 نقطة    |              |
| 2                     | إليسا بالسامو        | Lidl–Trek (women's team) ‏ | 2353 نقطة    |              |
| 3                     | لوت كوبيكي           | إس دي وركس ‏               | 2293 نقطة    |              |
| 4                     | ديمي فوليرينغ        | إس دي وركس ‏               | 2290 نقطة    |              |
| 5                     | إليسا ونغو بورغيني   | Lidl–Trek (women's team) ‏ | 1986 نقطة    |              |
| 6                     | مارتا كافالي         | FDJ–Suez ‏                 | 1902 نقطة    |              |
| 7                     | لورينا ويبيس         | فريق سنويب للسيدات ‏       | 1856 نقطة    |              |
| 8                     | سيسيلي أوتوب لودفيغ  | FDJ–Suez ‏                 | 1478 نقطة    |              |
| 9                     | Katarzyna Niewiadoma | كانيون–إس آر إيه إم ‏      | 1444 نقطة    |              |
| 10                    | جولييت لابوس         | فريق سنويب للسيدات ‏       | 1347 نقطة    |              |
|                       |                      |                           |              |              |
| مصدر: ProCyclingStats |                      |                           |              |              |

## تصنيف الفرق

### الفرق حسب النقاط
| ترتيب الفرق حسب النقاط | ترتيب الفرق حسب النقاط    | ترتيب الفرق حسب النقاط | ترتيب الفرق حسب النقاط |
| الفريق                 | الفريق                    | النقاط                 |                        |
| ---------------------- | ------------------------- | ---------------------- | ---------------------- |
| 1                      | إس دي وركس ‏               | 8463 نقطة              |                        |
| 2                      | Lidl–Trek (women's team) ‏ | 6617 نقطة              |                        |
| 3                      | FDJ–Suez ‏                 | 6584 نقطة              |                        |
| 4                      | Team DSM                  | 5988 نقطة              |                        |
| 5                      | موفيستار للسيدات 2022 ‏    | 4984.98 نقطة           |                        |
| 6                      | كانيون–إس آر إيه إم ‏      | 4942 نقطة              |                        |
| 7                      | يو أي أيه تيم 2022 ‏       | 3524 نقطة              |                        |
| 8                      | جامبو فيسما للسيدات 2022 ‏ | 3029.02 نقطة           |                        |
| 9                      | Liv AlUla Jayco ‏          | 2598 نقطة              |                        |
| 10                     | فالكار ترافل سيرفس 2022 ‏  | 2564 نقطة              |                        |
|                        |                           |                        |                        |
| مصدر: ProCyclingStats  |                           |                        |                        |

## تصانيف فرعية

### تصنيف أفضل شاب
| تصنيف أفضل شابة       | تصنيف أفضل شابة     | تصنيف أفضل شابة           | تصنيف أفضل شابة | تصنيف أفضل شابة |
| المتسابقة             | المتسابقة           | الفريق                    | الوقت           |                 |
| --------------------- | ------------------- | ------------------------- | --------------- | --------------- |
| 1                     | شيرين فان أنروي     | Lidl–Trek (women's team) ‏ |                 |                 |
| 2                     | Niamh Fisher-Black ‏ | إس دي وركس ‏               |                 |                 |
| 3                     | فايفر جورجي         | فريق سنويب للسيدات ‏       |                 |                 |
| 4                     | Julia Borgström ‏    | إن إكس تي جي ريسينغ ‏      |                 |                 |
| 5                     | Shari Bossuyt ‏      | كانيون–إس آر إيه إم ‏      |                 |                 |
| 6                     | Blanka Vas ‏         | إس دي وركس ‏               |                 |                 |
| 7                     | Mischa Bredewold ‏   | باركهوتل فالكنبورغ ‏       |                 |                 |
| 8                     | Neve Bradbury ‏      | كانيون–إس آر إيه إم ‏      |                 |                 |
| 9                     | Femke Gerritse ‏     | باركهوتل فالكنبورغ ‏       |                 |                 |
| 10                    | Anna Shackley ‏      | إس دي وركس ‏               |                 |                 |
|                       |                     |                           |                 |                 |
| مصدر: ProCyclingStats |                     |                           |                 |                 |

## وصلات خارجية
- الموقع الرسمي
- لمحة عن سباق جي بي دي بلواي 2022 على موقع  ProCyclingStats   (برو  سايكلنج  ستاتس) - إحصاءات  محترفي  الدراجات.
- جي بي دي بلواي 2022 على موقع إحصائيات الدراجات الإحترافية (الإنجليزية)